# Xã Athens, Michigan
Xã Athens (tiếng Anh: Athens Township) là một xã thuộc quận Calhoun, tiểu bang Michigan, Hoa Kỳ. Năm 2010, dân số của xã này là 2.554 người.